# Phrynobatrachus auritus
Phrynobatrachus auritus is een kikker uit de familie Phrynobatrachidae en het geslacht Phrynobatrachus. De soort werd voor het eerst wetenschappelijk beschreven door George Albert Boulenger in 1900.
De soort komt voor in delen van Afrika, en leeft in de landen Centraal-Afrikaanse Republiek, Congo-Brazzaville, de Congo-Kinshasa, Equatoriaal-Guinea, Gabon, Kameroen, Nigeria, Oeganda en Rwanda. Mogelijk komt de soort ook voor in Angola.
De natuurlijke habitat van Phrynobatrachus auritus bestaat uit tropisch regenwoud.